# Sphaeroma granti
Sphaeroma granti är en kräftdjursart som beskrevs av Walker och Scott 1903. Sphaeroma granti ingår i släktet Sphaeroma och familjen klotkräftor. Inga underarter finns listade i Catalogue of Life.